# Trichomanes kalbreyeri
Trichomanes kalbreyeri là một loài thực vật có mạch trong họ Hymenophyllaceae. Loài này được Baker mô tả khoa học đầu tiên năm 1881.